# Gilles Lelièvre
Pour les articles homonymes, voir Lelièvre.
Gilles Lelièvre, né le 4 septembre 1964, est un céiste français de slalom. 
Il est médaillé d'or en canoë biplace (C2) par équipe aux Championnats du monde 1987 à Bourg-Saint-Maurice, aux Championnats du monde 1989 à Savage River et aux Championnats du monde 1991 à Tacen.